# コンピュータソフトウェア著作権協会
一般社団法人コンピュータソフトウェア著作権協会（コンピュータソフトウェアちょさくけんきょうかい、英: Association of Copyright for Computer Software、略: ACCS）は、1985年10月に社団法人日本パーソナルコンピュータソフトウェア協会（JPSA、現コンピュータソフトウェア協会）内に設立されたソフトウェア法的保護監視機構を祖とする コンピュータソフトウェア、コンテンツなどの著作権者で構成する業界団体。デジタル著作物の著作権者の権利を保護、著作権の普及活動及びモラルハラスメントに代表される情報モラルの普及を目的とする。

## 概要
代表者（理事長）は2021年6月から和田成史・株式会社オービックビジネスコンサルタント（非常勤）が務める。久保田裕が、社団法人化以来事務局長、1996年より理事、1999年より専務理事を兼任。

## 沿革
- 1985年 JPSAの内部組織としてソフトウェア法的保護監視機構設立[1]
- 1990年 JPSAより独立[1]
- 1990年 コンピュータソフトウェア著作権協会に名称変更[1]
- 1991年 文部省（当時）より認可を受け、社団法人となる[1]
- 1998年 社団法人コンピュータエンターテインメントソフトウェア協会（CESA、現コンピュータエンターテインメント協会）・JPSAと共同で「違法中古ゲームソフト撲滅キャンペーン」を開始[3]。これに並行してゲームソフトの再販価格維持及び中古品売買禁止を小売店に強要していたとして私的独占の禁止及び公正取引の確保に関する法律（独占禁止法）違反で公正取引委員会より勧告を受けた正会員企業ソニー・コンピュータエンタテインメントに対する擁護活動や小売店に対する訴訟を指揮。
- 2001年
  - 京都府警察ハイテク犯罪対策室の要請を受け、ファイルの調査を行い、WinMX利用者逮捕の協力を行う[4][5]。
  - 事業部事業調整課長・葛山博志（現・戦略法務室長）がZDNet Japan（現ITmedia）のインタビューで著作権侵害を（交通違反ではなく）交通事故に例えた発言[5] が、道路交通法軽視ととられ物議を醸した。
- 2002年 最高裁判所判決で中古ゲームソフト売買は著作権法に違反しないことが確定[6][7]。撲滅キャンペーンは失敗に終わる。
- 2003年 Winny利用者のファイルの調査を行い、Winny利用者逮捕の協力を行う。
- 2004年
  - 協会のWebサーバがAntinnyウイルスによるDoS攻撃を受け始める。
  - 協会が当時運営していたQ&Aサイト “ASKACCS”[8] から個人情報を盗み、流出させたとして不正アクセス禁止法違反に問われ、京都大学研究員が警視庁に逮捕される（2005年3月に一審で有罪判決、6月に控訴取り下げ、確定）。但しこの事件では、ACCSのサイトに於ける個人情報管理の仕方にも批判が集っている（サイバー・ノーガード戦法を参照）。
  - インターネットオークション事業者大手3社（Yahoo! JAPAN、楽天、ディー・エヌ・エー）と連携し、海賊版の掃討・殲滅作戦を開始する。
- 2005年 AntinnyによるDoS攻撃を受け公開しているサイトのURLを"www.accsjp.or.jp"から"www2.accsjp.or.jp"に暫定的に変更[9]。
- 2007年11月7日 専務理事・久保田裕は、自身のブログで、個人情報保護法を犯してヤフーオークション利用者のメールアドレスを不正に入手していることを告白した。
- 2008年4月8日 関西テレビの情報番組「ぶったま！」で放送された、天台宗の僧侶がチベット問題について発言する動画をYouTubeから削除。現在、そのページにアクセスすると、ACCSからの申し立てで削除したことを伝えるメッセージが表示されるため、 「なぜ関西テレビではなくACCS名義で削除されたのか」などとインターネット上で議論を呼んだ。4月8日に経緯をWebサイトで説明した[10]。